# Drepanocladus brachiatus
Drepanocladus brachiatus là một loài Rêu trong họ Amblystegiaceae. Loài này được (Mitt.) Dixon mô tả khoa học đầu tiên năm 1912.